# شاکونتالام
شاکونتالام (انگلیسی: Shaakuntalam) فیلم عاشقانه درام تاریخی هندی تلوگو-زبان، محصول سال ۲۰۲۳ است که نویسندگی و کارگردانی آن را گوناشکار بر عهده داشت. در این فیلم، که بر مبنای نمایشنامه محبوب شاکونتالا اثر کالیداس ساخته شده‌است، سامانتا روت پرابو در نقش اصلی شاکونتالا و دیو موهان در نقش دوشیانتا به همراه موهان بابو، جیشو سنگوپتا، مادهو، گائوتامی، آدیتی بلان و آنانیا ناگالا در نقش مکمل بازی کرده‌اند. داستان فیلم دربارهٔ داستان ازدواج شاکونتالا و پادشاه دوشیانت است که به خاطر نفرین یک حکیم، دوشیانت دیگر چیزی از شاکونتالا به خاطر نمی‌آورد.
تولید فیلم در ماه فوریه ۲۰۲۱ در آناپورنا استودیوز حیدرآباد شروع شد و در ماه اوت ۲۰۲۱ خاتمه یافت. بودجه تولید فیلم بالغ بر ۶۵ کرور روپیه بود. شاکونتالام در روز ۱۴ آوریل ۲۰۲۳ اکران گردید که نظرات منفی منتقدان را در پی داشت و در گیشه فروش به فیلم شکست خورده تجاری تبدیل شد.